# Paul Karrer
Paul Karrer (n. 21 aprilie 1889, Moscova, Imperiul Rus – d. 18 iunie 1971, Zürich, cantonul Zürich, Elveția) a fost un chimist elvețian, laureat al Premiului Nobel pentru chimie (1937).